# Uspanteco
Uspanteco (auch Uspanteko) ist eine Maya-Sprache mit etwa 3000 Sprechern in Guatemala und gehört damit zu den kleineren Maya-Sprachen. Sie ist im Departamento Quiché verbreitet. 
Uspanteco ist eine SVO-Sprache und wie alle Maya-Sprachen eine Ergativsprache. Die Academia de Lenguas Mayas de Guatemala fördert den Gebrauch der Sprache. Sie wird in der lateinischen Schrift geschrieben, unter 1 % der erstsprachigen und circa 16 % der zweitsprachigen Sprecher können sie lesen und schreiben. Zudem werden Radioprogramme in Uspanteco ausgestrahlt.